# Turn Your Back
Turn your Back – singiel zespołu Billy Talent, który został wydany 21 września 2008. Poprzedza on album, który wyjdzie 13 lipca 2009 roku. Gościnie gra zespół Anti-Flag piosenka powstała dla akcji Czerwonego Krzyża. Piosenka ma charakter polityczny.
Piosenka ta została umieszczona w grze wideo NHL 09.

## Miejsca na listach
| Chart (2008)                 | Peak position |
| ---------------------------- | ------------- |
| Canadian Hot 100             | 23            |
| Hot Canadian Digital Singles | 13            |